# إيديل
إيديل (باللاتينية: Aedilis، وهي مشتقَّة من aedes، بمعنى معبد) هو منصب في روما القديمة كان يتولَّى حامله صيانة مباني المدينة وتنظيم المهرجانات الشعبية العامة. كان يتمركز الإيديل في مدينة روما، وكانت صلاحياته تتضمَّن فرض النظام العام بالقوَّة. كان هناك دائماً زوجان من الإيديلات، بحيث يكون هناك أربعة حاملين للمنصب في أي وقت. إذ لم تكن صلاحيات الزوج الأول "aediles plebis" تسمح لهما بالتعامل إلا مع عامة الناس، بينما كان يمكن للآخرَين المُسمَّيان "aediles curules" التعامل مع العامة والنبلاء الرومان على حدّ سواء.
بصورة عامة، كان الأشخاص الذين يشغلون منصب الإيديل شباناً يافعين يسعون للتدرُّج إلى مناصب أعلى، وعادة ما تعتبر رتبتهم أعلى من الكويستور لكن أدنى من البريتور. مع ذلك، لم تكن مرتبة الإيديل ضرورية في هرم الرتب الروماني، وبذلك كان يمكن لكويستورٍ سابق أن يرشح مباشرةً ليصبح بريتوراً دون الحاجة للمرور بمنصب الإيديل. من جهة أخرى، كان من المفيد سياسياً للشخصيات الهامة أن تحمل لقب الإيديل عند مرحلة ما، فتولي مهام الإيديل كان أشبه بتقديم إثبات على اهتمام الرجل بأحوال عامة الشعب وحاجاتهم، كما أنها فرصةٌ له ليشهر نفسه عن طريق الظهور كمسؤول هام في المهرجانات والاحتفالات الشعبية بروما، وهي طريقة ممتازة لاكتساب السمعة والشهرة.